# Dubn
Dubn, (Db łac. dubnium) – syntetyczny pierwiastek chemiczny  o liczbie atomowej 105. Jest wysoce radioaktywny. Najstabilniejszy z izotopów, dubn-268, cechuje się okresem półtrwania około 28 godzin. Znacznie ogranicza to zakres badań pierwiastka.
Dubn nie występuje naturalnie na Ziemi, wytwarzany jest sztucznie. Radziecki Zjednoczony Instytut Badań Jądrowych ogłosił jego odkrycie w 1968, amerykańskie Lawrence Berkeley Laboratory zrobiło to w 1970. Oba zespoły zaproponowały własne nazwy na określenie nowego pierwiastka, których używały bez formalnego zatwierdzenia. Długotrwała dyskusja rozwiązała się w 1993 oficjalnym śledztwem w sprawie odkrycia prowadzonym przez IUPAC/IUPAP Joint Working Party. W rezultacie uznano oficjalnie, że odkrycia dokonały oba zespoły. Pierwiastek nazwano formalnie dubnium w 1997, odwołując się do miasta Dubnej, gdzie leży Zjednoczony Instytut Badań Jądrowych.
Badania teoretyczne lokują dubn w 5 grupie układu okresowego w serii 6d metali przejściowych, pod wanadem, niobem i tantalem. Dubn dzieli z pierwiastkami grupy 5 większość własności, jak konfiguracja elektronowa powłoki walencyjnej oraz dominacja stopnia utlenienia +5, kilka anomalii wynika z efektów relatywistycznych. Przeprowadzone jedynie ograniczone badania potwierdziły te przewidywania. W roztworach zachowuje się raczej jak niob, niż jak tantal, łamiąc prawo okresowości.

## Odkrycie

### Tło
Uran, pierwiastek 92, jest najcięższym z pierwiastków występujących w istotnej ilości w naturze. Pierwiastki cięższe od niego można praktycznie uzyskać jedynie poprzez syntezę. Pierwsza taka synteza nowego pierwiastka, nazwanego neptunem pierwiastka 93, przeprowadzona została w 1940 przez zespół naukowców z USA. W kolejnych latach amerykańscy badacze wytworzyli takie pierwiastki do mendelewa o liczbie atomowej 101, czego dokonali w 1955. Począwszy od 102. pierwiastka pierwszeństwo odkryć bywało tematem sporu pomiędzy fizykami amerykańskimi i radzieckimi. Rywalizacji między nimi skutkowała wyścigiem o nowe pierwiastki i uznanie ich odkrycia, określanej po angielsku terminem Transfermium Wars.

### Doniesienia
Pierwsze doniesienie o odkrycie pierwiastka 105 pochodziło ze Zjednoczonego Instytutu Badań Jądrowych (ZIBJ) w Dubnej w ZSRR, ukazało się w kwietniu 1968. Badacze bombardowali ameryk-243 243Am wiązką jonów neonu-22 22Ne. Odnotowali aktywność alfa o energiach 9,4 MeV (z okresem półtrwania 0,1–3 s) i 9,7 MeV (t1/2 > 0,05 s), a następnie aktywność alfa podobną do 256103 lub 257103. Na podstawie wcześniejszych rozważań teoretycznych te dwie aktywności przypisano odpowiednio do 261105 oraz 260105.
243Am + 22Ne → 265−x105 + x n (x = 4, 5)
Po obserwacji rozpadu alfa pierwiastka 105 badacze podjęli próbę obserwacji samorzutnego rozszczepienia tego jądra i zbadania produktów jego rozpadu. Praca ukazała się w lutym 1970. Opisywała liczne przykłady dwóch takich aktywności o okresach półtrwania 14 ms i 2,2 ± 0,5 s. Pierwszą z nich przypisano 242mfAm (użyta notacja oznacza jądro stanowiące izomer rozpadający się poprzez samorzutny rozpad, ang. spontaneous fission). Druga powiązana została z pierwiastkiem 105. Zasugerowano, że nieprawdopodobnym było pochodzenie tej aktywności z reakcji transferu zamiast z pierwiastka 105, jako że wydajność tego procesu była znacznie niższa od reakcji z udziałem 242mfAm, zgodnie z przewidywaniami teoretycznymi. By dowieść, że aktywność nie pochodziła z reakcji (22Ne,xn), badacze bombardowali 243Am jonami 18O, otrzymane w reakcji 256103 i 257103 wykazywały niewielką aktywność samorzutnego rozszczepienia jądra, a reakcja produkująca cięższe jądra 258103 i 259103 w ogóle nie powodowała samorzutnych rozszczepów jąder, zgodnie z danymi teoretycznymi. Badacze doszli do wniosku, że zaobserwowana aktywność wynika z samorzutnych rozpadów jąder pierwiastka 105.
W kwietniu 1970 zespół Lawrence Berkeley National Laboratory (LBL) w Berkeley w Kalifornii w USA ogłosił syntezę pierwiastka 105 przez bombardowanie kalifornu-249 jonami azotu-15. Aktywność alfa miała energię 9,1 MeV. By wykazać, że rzeczona aktywność nie pochodzi od innej reakcji, zespół przeprowadził inne procesy: bombardował 249Cf za pomocą 14N, ołów za pomocą 15N i rtęć również 15N. Nie stwierdzono obserwowanej wcześniej aktywności. Charakterystyka nowo powstałych jąder pasowała do 256103, co wskazuje na pierwotne jądra 260105.
249Cf + 15N → 260105 + 4 1n
Wyniki te nie potwierdziły odkryć radzieckich dotyczących rozpadów alfa energii 9,4 MeV ani 9,7 MeV jąder 260105, pozostawiając możliwość wytworzenia tylko 261105.
Rosjanie próbowali przeprowadzić inny eksperyment celem wytworzenia pierwiastka 105, opublikowany w maju 1970. Twierdzili, że zsyntetyzowali więcej jąder szukanego pierwiastka i że ich eksperyment potwierdził ich wcześniejsze racje. Zgodnie z publikacją wytworzonym izotopem był prawdopodobnie 261105 lub, możliwe, 260105. Przeprowadzono zarazem wstępne badanie własności chemicznych: wariant gradientu termicznego chromatografii gazowej miał pokazać, że chlorek utworzonego drogą samorzutnego rozpadu pierwiastka przypominał właściwościami chlorek niobu(V) bardziej, niż chlorek hafnu(IV). Zespół zidentyfikował 2,2-sekundową aktywność spontanicznego rozpadu jąder w lotnym chlorku, z czego wniósł, że rozpadać się muszą jądra pierwiastka 105.
W czerwcu 1970 Zjednoczony Instytut Badań Jądrowych ulepszył swój pierwszy eksperyment, wykorzystując czysty cel i redukując intensywność reakcji transferu przez zainstalowanie kolimatora. Tym razem byli zdolni znaleźć aktywność alfa o energii 9,1 MeV powstających jąder zidentyfikowanych jako 256103 lub 257103, co wskazywało na pierwotny izotop 260105 lub 261105.

### Konflikt o nazwę

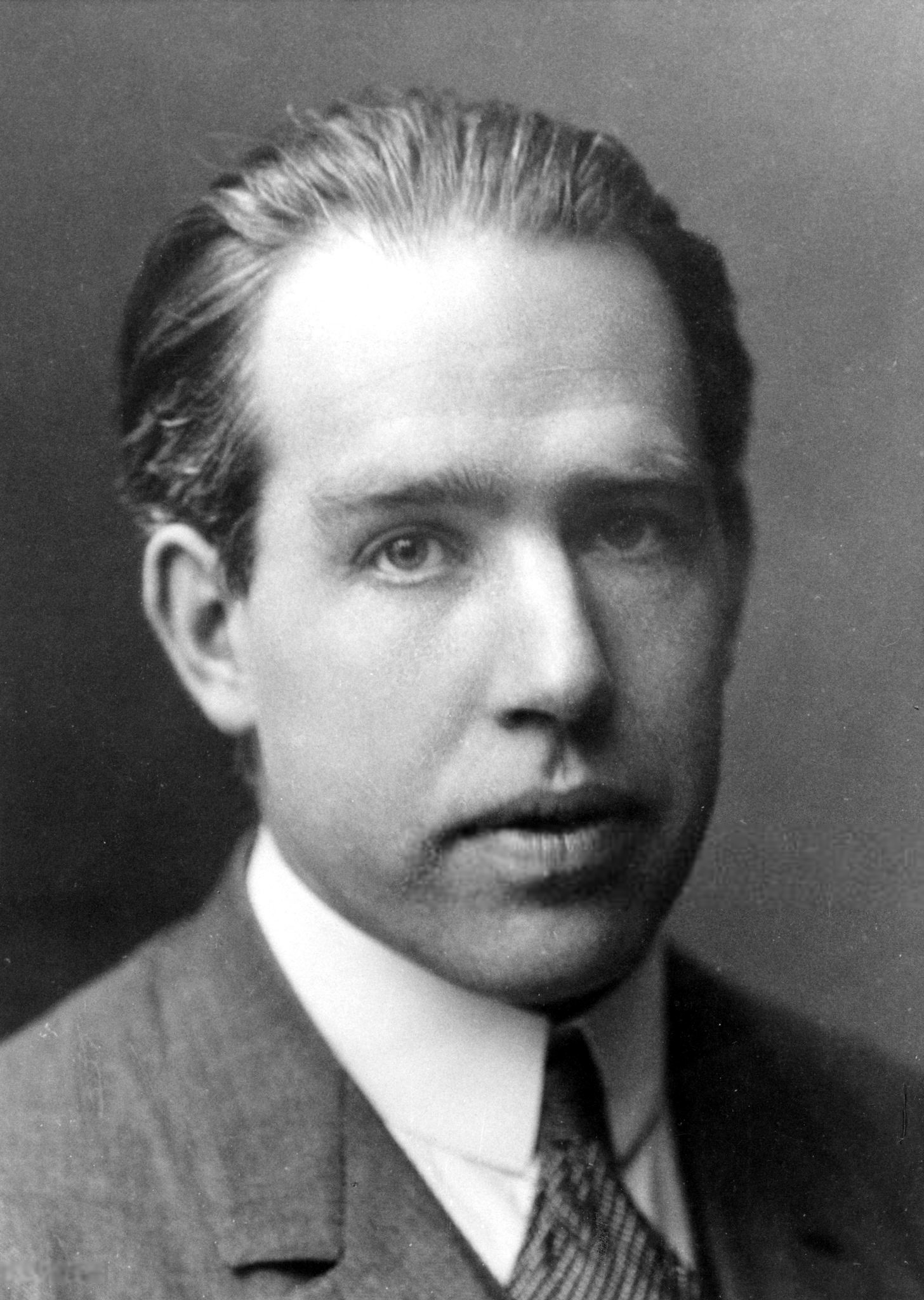
Niels Bohr

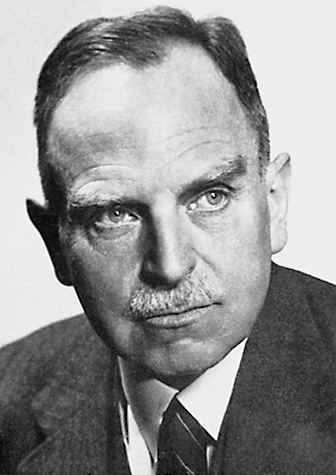
Otto Hahn

Zjednoczony Instytut Badań Jądrowych nie zaproponował nazwy po ogłoszeniu syntezy pierwiastka 105, co stanowiłoby zwyczajową praktykę. Dlatego LBL uznało, że ZIBJ nie dysponuje wystarczającymi danymi doświadczalnymi, by podeprzeć swe roszczenia. Po zebraniu większej ilości danych ZIBJ zaproponował nazwę nielsbohrium (Ns), honorując w ten sposób duńskiego fizyka jądrowego Nielsa Bohra, twórcy teorii budowy atomu i teorii kwantowej. Ogłosiwszy syntezę pierwiastka 105, LBL zaproponował nazwę hahnium (Ha), upamiętniając niemieckiego chemika Otto Hahna, zwanego ojcem chemii jądrowej. W ten sposób powstał konflikt.
We wczesnych latach siedemdziesiątych oba zespoły doniosły o syntezie nowego pierwiastka, 106, ale nie zaproponowały nazw. ZIMJ sugerował utworzenie międzynarodowego zespołu, który wyostrzy kryteria odkrycia. Propozycję zaakceptowano w 1974 i utworzona została neutralna grupa łącząca oba obozy. Żaden z zespołów nie był zainteresowany rozwiązaniem konfliktu przez trzecią stronę, wobec czego wiodący naukowcy LBL – Albert Ghiorso i Glenn Seaborg – w 1975 udali się do Dubnej i spotkali z wiodącymi naukowcami ZIBJ – Gieorgijem Florowem, Jurijem Oganiesianem i innymi – by podjąć próbę rozwiązania konfliktu wewnątrz i uczynić neutralną grupę niepotrzebną. Po dwóch godzinach dyskusji poniesiono porażkę. Neutralnej grupie nigdy nie udało się zebrać i dokonać oceny, wobec czego problem pozostawał nierozwiązany. W 1979 IUPAC zasugerowała systematyczne nazwy pierwiastków do czasu ustalenia ostatecznych nazw. Tak pierwiastek 105 nazwano unnilpentium, wykorzystując łacińskie un- i nil- oraz greckie pent- (znaczące odpowiednio cyfry 1, 0 i 5). Oba skłócone zespoły zignorowały to, nie chcąc osłabiać swoich roszczeń.
W 1981 Instytut Badań Ciężkich Jonów w Darmstadt (GSI) w RFN ogłosił syntezę pierwiastka 107. Jego doniesienie przypada 5 lat po doniesieniu ZIBJ, jednak cechowało się większą precyzją, będącą mocniejszą podstawą do roszczeń o uznanie odkrycia. GSI uznał wysiłki ZIBJ, sugerując dla nowego pierwiastka nazwę nielsbohrium. ZIBJ nie sugerował nowej nazwy dla pierwiastka 105, stwierdzając, że istotniejsze jest ustalenie jego odkrywców.
W 1985 International Union of Pure and Applied Chemistry (IUPAC) i International Union of Pure and Applied Physics (IUPAP) utworzyły IUPAC/IUPAP Joint Working Party (JWP) celem oceny odkryć i ustalenia ostatecznych nazw kontrowersyjnych pierwiastków. Spotykano się z przedstawicielami trzech skłóconych instytucji. W 1990 ustalono kryteria uznania odkrycia pierwiastka. W 1991 ukończono pracę nad oceną odkryć i rozwiązaniem. Efekty opublikowano w 1993. Zgodnie z nimi, pierwszy udany eksperyment przeprowadzono w kwietniu 1970 w LBL, a zaraz po nim w czerwcu 1970 eksperyment ZIBJ, wobec czego oba zespoły powinny podzielić się uznaniem za odkrycie.
LBL stwierdziło, że wkład ZIBJ został przeszacowany, że instytut ten potrafił jedynie pokazać niewątpliwą syntezę pierwiastka 105 rok po ich dokonaniu. ZIBJ i GSI natomiast poparły publikację JWP.
W 1994 IUPAC opublikowała rekomendacje nazywania spornych pierwiastków. W przypadku pierwiastka 105 zaproponowano joliotium (Jl) po francuskim fizyku Frédérikiem Joliocie-Curie, który przyczynił się do rozwoju chemii i fizyki jądrowej. Nazwę tę pierwotnie zaproponował zespół radziecki dla pierwiastka 102, nazwanego noblem. Rekomendacje te spotkały się z krytyką amerykańskich naukowców z kilku przyczyn. Po pierwsze sugestie zamieszały: nazwy rutherfordium i hahnium, pierwotnie zaproponowane przez Berkeley dla pierwiastków 104 i 105, zostały przypisane do pierwiastków odpowiednio 106 i 108. Po wtóre pierwiastkom 104 i 105 dano nazwy zgodnie z JINR, pomimo wcześniejszego uznania LBL za równorzędnych współodkrywców obu z nich. PO trzecie zaś i zarazem najważniejsze IUPAC odrzuciło nazwę seaborgium dla pierwiastka 106, uznawszy zasadę, że pierwiastek nie może nosić nazwy pochodzącej od imienia żyjącej osoby, mimo że w 1993 przyznano zespołowi LBL jego odkrycie.
W 1995 IUPAC porzuciła kontrowersyjną zasadę i założyła komitet narodowych reprezentantów celem znalezienia kompromisu. Zasugerowali oni nazwanie pierwiastka 106 seaborgiem (seaborgium) w zamian za wycofanie wszystkich innych amerykańskich propozycji z wyjątkiem ugruntowanego już lorensa (lawrencium) dla pierwiastka 103. Równie zakorzeniony nobel (nobelium) dla pierwiastka 102 zastąpiono flerowem (flerovium) po Gieorgiju Florowie, idąc za publikacją z 1993, wedle której pierwiastek po raz pierwszy otrzymano w Dubnej. Amerykańscy naukowcy odrzucili ten pomysł i decyzję wycofano. Nazwa flerow została użyta później dla pierwiastka 114.
W 1996 IUPAC przeprowadził kolejne spotkanie, rozważając ponownie wszystkie nowe nazwy. Przyjęto inne zestaw rekomendacji, który zatwierdzono i opublikowano w 1997. Pierwiastek 105 nazwano dubnem dubnium (Db), odwołując się do Dubnej, gdzie leży ZIBJ. Amerykańskie sugestie przeszły dla pierwiastków 102, 103, 104 i 106. Poprzednie rekomendacje UPAC używały nazwy dubnium dla pierwiastka 104. Amerykańscy naukowcy niechętnie zaakceptowali tę decyzję. IUPAC zwróciła uwagę, że laboratorium Berkeley było już kilkukrotnie uczczone w nazwach berkel, kaliforn i ameryk, wobec czego nazwy rutherford (rutherfordium) i seaborg (seaborgium) dla pierwiastków 104 i 106 byłyby wystarczającą kompensatą za wkład ZIBJ w odkrycie pierwiastków 104, 105 i 106.

## Izotopy

Stabilność nuklidów.

Dubn, mając liczbę atomową 105, należy do transaktynowców. Jak inne pierwiastki o tak dużych liczbach atomowych, wykazuje znaczną niestabilność. Najtrwalszy z jego izotopów, 268Db, cechuje się okresem półtrwania około dnia. Nie zaobserwowano nigdy stabilnego izotopu tego pierwiastka. Obliczenia wykonane w 2012 sugerują, jakoby okres połowicznego rozpadu dowolnego izotopu dubnu nie mógł istotnie przekraczać dnia. Obecnie przyjmowana wartość wyznaczona eksperymentalnie wynosi 28+11−4 godziny dla izotopu 268Db, ale statystyczne prawo wielkich liczb, na którym bazuje określanie okresów połowicznego zaniku, nie może tutaj zostać zastosowane bezpośrednio z powodu bardzo ograniczonej liczby eksperymentów (zaobserwowanych rozpadów). Zakres niepewności wskazuje, w jakim obszarze znajduje się okres półtrwania z prawdopodobieństwem 95%. Dubn można otrzymać wyłącznie sztucznie. Współczesna teoria jądra atomu nie sugeruje istnienia stabilnych izotopów dubnu, ale w przeszłości rozważano istnienie nieznanych izotopów superciężkich na pierwotnej Ziemi. Przykładowo w 1963 postulowano 267108 o okresie półtrwania między 400 a 500 milionów lat, a w 2009 292122 o półokresie ponad 100 milionów lat; żaden z tych pomysłów nie zyskał akceptacji.
Krótki okres połowicznego zaniku dubnu ogranicza doświadczenia. Stan ten pogarsza to, że najstabilniejsze izotopy są najtrudniejsze w syntezie. Pierwiastki o niższych liczbach atomowych mają stabilne izotopy o niższym stosunku liczb neutronów do protonów niż w tych o wyższych liczbach atomowych. Oznacza to, że tarcza i wiązka jąder wykorzystywanymi do tworzenia superciężkich jąder mają zbyt mało neutronów, niż potrzeba do utworzenia najstabilniejszych izotopów. Inne techniki bazujące na szybkim wychwycie neutronów i reakcjach transferu były rozważane w II dekadzie XXI wieku, ale wciąż dominują metody opierające się na kolizji dużych i mniejszych jąder.
Eksperymentalnie wyprodukować można zaledwie kilka atomów 268Db, dlatego też zmierzone okresy półtrwania znacznie się różnią. Podczas trzech doświadczeń wytworzono łącznie 23 atomy i otrzymując czas połowicznego rozpadu 28+11−4 godzin. Drugi najtrwalszy izotop dubnu, 270Db, wytworzony został w jeszcze mniejszej ilości. W sumie stworzono 3 atomy, które przetrwały 33,4 h, 1,3 h oraz 1,6 h. Te 2 stanowią najcięższe poznane dotąd izotopy dubnu, oba otrzymano raczej w wyniku rozpadu cięższych jąder 288Mc i 294Ts, niż bezpośrednio, ponieważ doświadczenia, które je wytworzyły, zostały pierwotnie zaprojektowane dla wiązek 48-wapnia. W związku z jego masą 48Ca ma jak dotąd największy nadmiar neutronów ze znanych praktycznie stabilnych jąder atomowych, zarówno ilościowo, jak i względnie, co pomaga w syntezie superciężkich jąder o większej liczbie neutronów. Jednak druga strona medalu to mniejsze prawdopodobieństwo fuzji dla wysokich liczb atomowych.

## Przewidywane właściwości
Zgodnie z prawem okresowości dubn powinien należeć do grupy 5, wraz z wanadem, niobem i tantalem. Kilka badań szukało własności pierwiastka 105. Wyniki zgadzały się przewidywaniami prawa okresowości. Niemniej pojawiać się mogą istotne odchylenia spowodowane efektami relatywistycznymi (powstają one, kiedy dany obiekt osiąga prędkość zbliżoną do prędkości światła; w ciężkich atomach dotyczą one elektronów wokół jądra). Mogą one dramatycznie zmieniać własności fizyczne w skali atomowej i makroskopowej. Pozostają one wyzwaniem dla pomiarów z kilku przyczyn: trudności w wytwarzaniu atomów transuranowych, niskiej efektywności, jeśli już uda się synteza, co pozwala jedynie na badania w skali mikroskopowej, wymagań laboratorium radiochemicznego do badań atomów, krótkich okresów półtrwania tychże, obecności wielu niepożądanych aktywności poza tymi związanymi z syntezą ciężkich atomów. Dotychczas badania przeprowadzano na pojedynczych atomach.

### Atomowe i fizyczne

Relatywistyczny (linia ciągła) i nierelatywistyczny (linia przerywana) rozkład radialny elektronów walencyjnych 7s dubnu

Bezpośredni efekt relatywistyczny polega na tym, że wraz ze wzrostem liczby atomowej najbardziej zewnętrzne elektrony muszą coraz szybciej obiegać jądro, gdyż wzrasta siła elektromagnetyczna pomiędzy nimi a jądrem. Tego rodzaju efekt wykryto w przypadku najbardziej zewnętrznego orbitalu A s (i p1/2, ale ten akurat nie jest w dubnie zajęty). Przykładowo orbital 7s ulega kontrakcji o 25% i jest stabilizowany na poziomie by 2,6 eV.
Bardziej pośredni efekt polega tym, że orbitale s i p1/2 po kontrakcji ekranują ładunek jądra bardziej efektywnie, ograniczając jego wpływ na zewnętrzne elektrony orbitali d i f, które stają się przez to większe. Efekt ten w wielkim stopniu zachodzi w dubnie: w przeciwieństwie do poprzednich członków grupy 5, elektrony 7s dubnu trudniej oderwać z atomu, niż elektrony 6d.

Relatywistyczna stabilizacja n orbitali s, destabilizacja (n-1) orbitali d i ich rozszczepienie spinowo-orbitalne dla pierwiastków grupy 5

Inny efekt stanowi sprzężenie spinowo-orbitalne, zwłaszcza rozszczepienie spinowo-orbitalne, które rozszczepia podpowłokę 6d – poboczna liczba kwantowa ℓ podpowłoki d wynosi 2 – na dwie podpowłoki; 4 z 10 orbitali obniżają ℓ do 3/2, a 6 orbitali podwyższa ją do 5/2. Wszystkie 10 poziomów energetycznych podnosi się, jednak 4 znich są mniejsze, niż pozostałe 6. 3 elektrony 6d normalnie zajmują najniższe poziomy energetyczne 6d3/2).
Pojedynczy zjonizowany atom dubnu (Db+) jest uboższy od neutralnego atomu o elektron 6d. Podwójnie (Db2+) i potrójnie (Db3+) zjonizowane kationy powinny stracić elektrony 7s, czym różnią się od swych lżejszych homologów. Pomimo tych odmienności w dalszym ciągu oczekuje się od dubnu pięciu elektronów walencyjnych. Nie wykazano wpływu poziomów energii 7p na własności dubnu. Jako że elektrony 6d dubnu są bardziej destabilizowane niż elektrony 5d tantalu i oczekuje się, że Db3+ będzie brakowało dwóch elektronów 6d raczej niż 7s, w efekcie stopień utlenienia +3 powinien być niestabilny i nawet rzadszy, niż w przypadku tantalu. Potencjał jonizacyjny dubnu w jego maksymalnym stopniu utlenienia +5 powinien być nieco mniejszy niż tantalu, promień jonowy dubnu powinien zaś być większy,n iż tantalu. Przekłada się to na istotne efekty w chemii dubnu.
Atomy dubnu w stanie stałym powinny tworzyć układ regularny, jak w przypadku poprzednich pierwiastków grupy 5. Przewidywana gęstość dubnu wynosi 29 g/cm³.

### Chemiczne

Relatywistyczne (rel) i nierelatywistyczne (nr) wartości efektywnego ładunku (Q_{M}) na tle innych MCl_{5}, gdzie M = V, Nb, Ta i w końcu, and Db

Chemia obliczeniowa najprostsza jest w przypadku chemii fazy gazowej, w której interakcje pomiędzy cząsteczkami można pominąć jako zaniedbywalne. Wielu autorów rozpatrywało pięciochlorek dubnu. Obliczenia okazały się spójne z prawami okresowości, wskazując właściwości pierwiastków grupy 5. Przykładowo poziomy orbitali molekularnych wskazują, że dubn wykorzystuje 3 elektrony 6d zgodnie z przewidywaniami. W porównaniu z tantalowym analogiem pięciochlorek dubnu powinien wykazywać większy kowalencyjnych charakter wiązania. Przyczynę stanowi obniżenie efektywnego ładunku atomu i wzrost oddziałującej populacji na orbitalach dubnu i chloru.
Obliczenia chemii roztworów dubnu wskazują, że najwyższy stopień utlenienia, +5, powinien być bardziej stabilny niż w przypadku niobu czy tantalu, stabilniejszy od stopni +3 i +4. Tendencja do hydrolizy kationów o najwyższym stopniu utlenienia winna kontynuować spadek w obrębie grupy 5, ale oczekuje się gwałtownego spadku. Oczekuje się, że bogactwo związków kompleksowych dubnu odzwierciedlać będzie trendy grupy 5. Obliczenia tyczące kompleksów z ligandami OH i Cl wykazały odwrócenie trendów tworzenia kompleksów i ich rozpadu dla tej grupy, jako że dubn wykazuje tutaj większą skłonność od tantalu.

## Chemia doświadczalna
Wyniki eksperymentów chemicznych na dubnie sięgają lat 1974 i 1976. Badacze radzieccy użyli termochromatografii, dochodząc do wniosku, że lotność bromku dubnu ustępuje lotności bromku niobu, będąc porównywalna do osiąganej przez bromek hafnu. Nie jest pewne, czy wykryte produkty rozpadu potwierdzały swoje pochodzenie na pewno od pierwiastka 105. Wyniki te mogą oznaczać, że dubn zachowuje się bardziej jak hafn niż jak niob.
Następne badania chemii dubnu przeprowadzono w 1988 w Berkeley. Zbadano, czy najbardziej stabilnym stopniem utlenienia dubnu w roztworze wodnym będzie +5. Dubn po dwukrotnym odparowaniu potraktowano stężonym kwasem azotowym. Sorpcja dubnu na szklanym szkiełku została następnie porównana z pierwiastkami grupy 5 niobem i tantalem oraz grupy 4 cyrkonem i hafnem, otrzymanymi w podobnych warunkach. Pierwiastki grupy 5 znane są z sorpcji do szkła, podczas gdy pierwiastki grupy 4 tak nie czynią. Potwierdzono własności dubnu typowe dla grupy 5. Zachowanie po potraktowaniu mieszaniną roztworów kwasów azotowego i fluorowodorowego i ekstrakcji z niej do ketonu izobutylowo-metylowego różniło dubn, tantal i niob. Dubn nie ulegał bowiem ekstrakcji, przypominając tym niob raczej niż tantal, co wskazuje na niemożność przewidywań tworzenia związków kompleksowych na podstawie czystych ekstrapolacji trendów w obrębie grup układu okresowego.
Pobudziło to badania chemicznych własności kompleksów dubnu. Różne laboratoria wspólnie przeprowadziły tysiące powtarzalnych badań chromatograficznych pomiędzy 1988 a 1993. Wszystkie pierwiastki grupy 5 i protaktyn wyekstrahowano ze stężonego kwasu chlorowodorowego. Po zmieszaniu z niskiego stężenia HCl dodano niewielką ilość fluorowodoru, by rozpocząć selektywną re-ekstrakcję. Dubn wykazywał własności różniące się od tantalowych, podobne zaś do niobowych i obserwowanych u jego pseudohomologu protaktynu przy stężeniach kwasu solnego poniżej 12 moli/litr. To podobieństwo do wspomnianych dwóch pierwiastków sugeruje tworzenie się kompleksu DbOX−
4 lub [Db(OH)
2X
4]−
. Po doświadczeniach ekstrahowania dubnu z kwasu bromowodorowego 2,6-dimetyloheptan-4-olem (specyficznym ekstrahentem protaktynu) z kolejnymi płukaniami mieszaniną kwasów chlorowodorowego i bromowodorowego, jak i chlorowodorowego dubn okazał się mniej skłonny do ulegania ekstrakcji niż protaktyn bądź niob. Wyjaśniono to wzrastającą tendencją do tworzenia nieekstrahowalnych związków kompleksowych o wielokrotnym ładunków ujemnym. Dalsze eksperymenty w 1992 potwierdziły stabilność stopnia utlenienia +5 state: Db(V) okazał się ekstrahowalny z kolumn wymieniających kationy α-hydroksyizomaslanem, jak pierwiastki grupy 5 i protaktyn, w przeciwieństwie do Db(III) i Db(IV). W 1998 i 1999 nowe przewidywania sugerowały, że dubn powinien ekstrahować się tak dobrze jak niob i lepiej od tantalu z roztworów halogenków, co też później potwierdzono.
Pierwsze doświadczenia z zastosowaniem izotermicznej chromatografii gazowej wykonano w 1992 z 262Db (o okresie półtrwania 35 s). Lotności niobu i tantalu były podobne przy zachowaniu marginesu błędu, ale dubn wydawał się znacznie mniej lotny. Postulowano, że ślady tlenu w układzie mogły doprowadzić do wytworzenia się DbOBr3, który wedle przewidywań powinien cechować się gorszą lotnością od DbBr5. Późniejsze doświadczenia z 1996 wykazały, że chlorki grupy 5 były bardziej lotne od odpowiadających im bromków z wyjątkiem tantalu, prawdopodobnie z powodu tworzenia TaOCl3. Późniejsze badania lotności chlorków dubnu i niobu w funkcji ciśnień parcjalnych tlenu wykazały, że tworzenie się oksytlenków i ogólna lotność zależą od stężenia tlenu. Tworzące się tlenochlorki okazały się mniej lotne od chlorków.
W 2004–05 badacze z Dubnej i Livermore zidentyfikowali nowy izotop dubnu, 268Db, produkt pięciokrotnego rozpadu alfa nowo wytworzonego pierwiastka 115. Rzeczony nowy izotop okazał się mieć wystarczająco długi okres połowicznego zaniku (ponad dzień), by umożliwić dalsze badania chemiczne. W 2004 cienką warstwę dubnu usunięto z powierzchni targetu i roztworzono w wodzie królewskiej ze śladami nośnika lantanowego. z którego związki na stopniach utlenienia +3, +4 i +5 wytrącono przez dodanie zasady amonowej. Osad wypłukano i roztworzono kwasem solnym. Następnie przeprowadzono sole w azotany, osuszono i oceniono ich ilość. Większość cechowała się stopniem utlenienia +5, co skutkowało natychmiastowym przypisaniem do dubnu, który miał też związki +4. Na podstawie tych wyników zespół zdecydował o konieczności dodatkowej separacji chemicznej. W 2005 powtórzono doświadczenie, otrzymując w końcu raczej wodorotlenek niźli azotan. Badano go dalej zarówno w Livermore (metodą reverse phase chromatography), jak i Dubnej (z użyciem chromatografii wymiennej). Efektywnie wyizolowano związki +5. Dubn pojawił się trzykrotnie we frakcji samego tantalu, nigdy zaś we frakcji samego niobu. Zauważono, że eksperymenty te nie wystarczają do podniesienia wniosku o ogólnym profilu właściwości chemicznych dubnu.
W 2009 w akceleratorze tandemowym JAEA w Japonii dubn potraktowano roztworem kwasów azotowego i fluorowodorowego w stężeniach, w których niob tworzy NbOF−
4, a tantal przyjmuje formę TaF−
6. Dubn zachowywał się w sposób bliski niobowi, a nie tantalowi. Wyprowadzono z tego wniosek, że tworzy DbOF−
4. Z dostępnych informacji wyciągnięto wniosek. że dubn często zachowuje się w sposób taki jak niob, czasami jak protaktyn., lecz rzadko jak tantal.